# 蘭布魯克 (阿肯色州)
蘭布魯克（英語：Lambrook）是位於美國阿肯色州菲利普斯縣的一個非建制地區。該地的面積和人口皆未知。

## 地理
蘭布魯克的座標為34°20′08″N 90°58′03″W / 34.33556°N 90.96750°W，而該地的平均海拔高度為49米（即161英尺）。